# Heilig-Grab-Ädikula

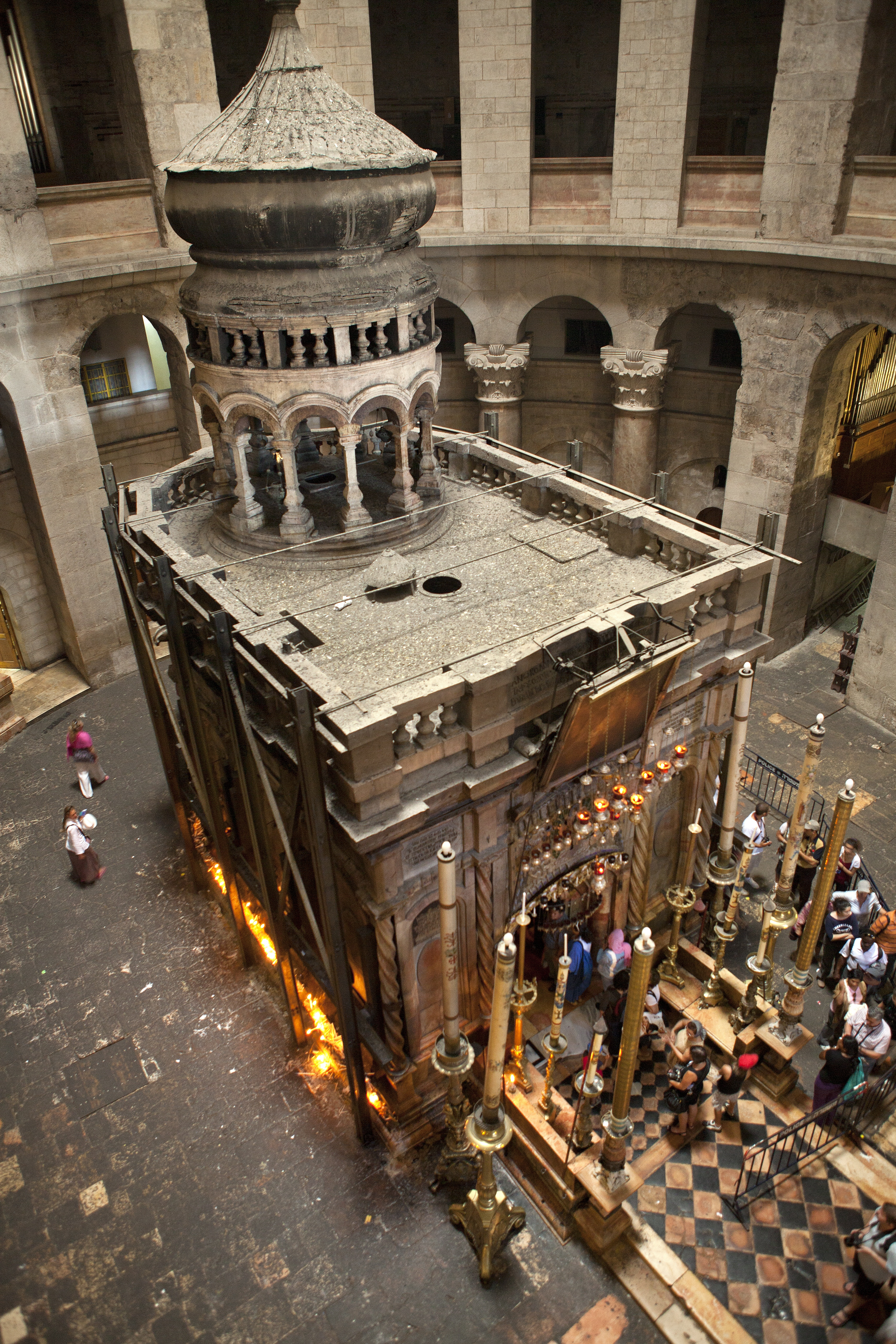
Heilig-Grab-Ädikula, Zustand vor Renovierung

Die Heilig-Grab-Ädikula ist ein kleines Bauwerk (Ädikula), das sich im Zentrum der konstantinischen Rotunde der Grabeskirche in Jerusalem befindet. Es wurde im Lauf der Jahrhunderte viermal neu errichtet.
Im Inneren der heutigen Ädikula befinden sich zwei Räume: ein Vorraum (die sogenannte Engelskapelle oder Engelraum) und die eigentliche Grabkammer. Von der Engelskapelle führt ein enger, etwa einen Meter breiter und langer Durchgang zur Grabkammer. Die Kapelle der Kopten ist an die Rückseite der Heilig-Grab-Ädikula von außen angebaut.

## Konstantinische Ädikula (4. Jahrhundert)
Die als Grab Christi und Ort der Auferstehung verehrte Grabkammer war schon vor dem Bau der Grabeskirche unter Kaiser Konstantin aus dem ansteigenden Felsmassiv herausgehauen worden. Diese Art der Hervorhebung von Grabhöhlen ist mehrfach bezeugt, ein Beispiel ist das Absalomgrab im Kidrontal. Durch diese Freilegung entstand eine hausartige Struktur aus gewachsenem Fels, die zusätzlich architektonische Elemente erhielt; Eusebius beschrieb sie als eine geschmückte, mit Säulen versehene Felsgrotte.
Dieses Heiligtum wurde in die monumentale konstantinische Grabeskirche einbezogen und dabei seiner Bedeutung entsprechend ausgestaltet. John Wilkinson rekonstruierte die konstantinische Ädikula auf der Grundlage eines (fragmentarischen) Miniaturmodells aus dem 6. Jahrhundert, das in Narbonne aufgefunden wurde. Es war demnach eine zweiteilige Anlage:
- Es gab noch einen Rest des gewachsenen Felsens, nämlich ein rundliches Grabhaus mit der Grabkammer im Inneren. Dieser Felsen war zu einer polygonalen Kapelle, an deren Ecken Säulen standen, ausgestaltet worden; ihn bekrönte ein pyramidales Dach mit einem Kreuz an der Spitze.
- Der Zugang erfolgte durch eine Felsgrotte; dieser Eingangsbereich war mit Säulen, die ein Dach trugen, zu einem Grabtempelchen erweitert worden.[4] Den Giebel zierte eine muschelförmige Kalotte.[5] Ein Metallgitter grenzte den Eingangsbereich ab.

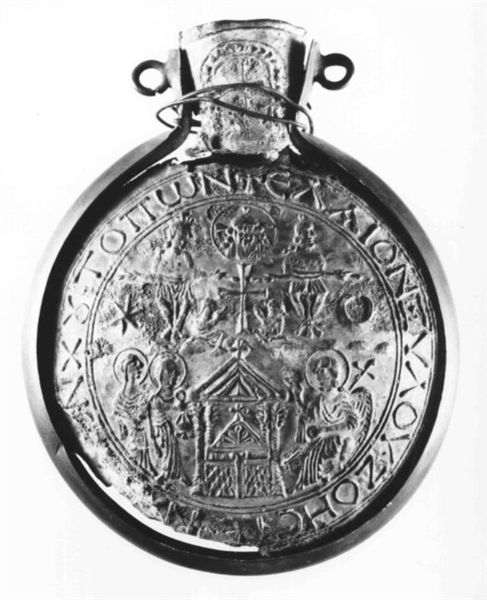
Pilgerflasche aus Bobbio, 6. Jahrhundert. Unten Mitte: die Grabesädikula.

Dieses Heiligtum wird von den verschiedenen Pilgerberichten der Spätantike und des Frühmittelalters beschrieben. Künstlerische Darstellungen gibt es beispielsweise auf Pilgerflaschen aus Monza und Bobbio.
Die Eroberungen Jerusalems durch die Perser (614) und die Muslime (638) überstand die Grabesädikula ohne große Zerstörungen. Der gallische Bischof Arkulf (9. Jahrhundert) beschrieb sie, sprachlich etwas unbeholfen, als „runde, in den Fels gehauene Hütte.“ Die Kopie des Heiligen Grabes im Dom von Aquileia orientierte sich an zeitgenössischen Architekturzeichnungen, die auf Arkulfs Pilgerbericht zurückgehen. Im Inneren, links vom Eingang, hat der kreisrunde Quaderbau in Aquileia ein Arkosolgrab.
Das Ende des Bauwerks kam im Jahr 1009 unter dem Kalifen al-Hakim. Jachja ibn-Saˁid berichtete als Zeitzeuge: ein gewisser Abu Dahir „bemühte sich sehr, das Grab freizulegen und dessen Spuren vollständig zu beseitigen. Dazu grub er es größtenteils aus und riss es ab.“

## Byzantinische Ädikula (11. Jahrhundert)

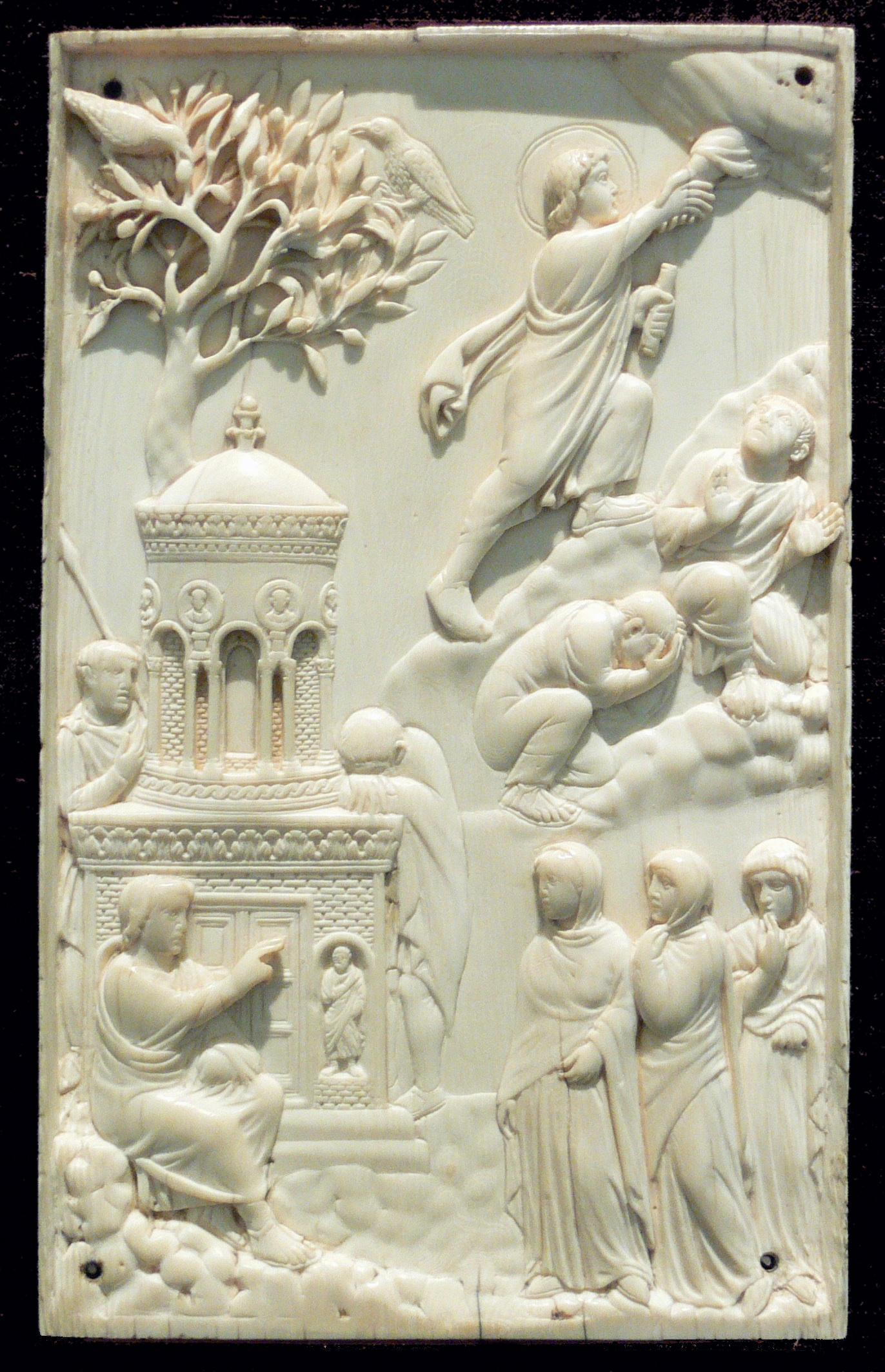
Reidersche Tafel, um 400.

Friedensverträge ermöglichten es Kaiser Konstantin IX., die Grabeskirche zu restaurieren. Allerdings war die Grabesädikula durch die Zerstörung unter al-Hakim verloren, und 1048 entstand ein Neubau.
Der russische Abt Daniel (um 1106/07) beschrieb eine Grabkapelle aus Marmor, mit zwölf Säulen geschmückt und von einem Türmchen gekrönt. Der Innenraum war eine sehr kleine, niedrige Felsgrotte mit einer Felsbank. Durch drei Löcher konnte er einen Blick auf den gewachsenen Felsen der Grabkammer werfen; mehr war davon nicht mehr übrig.
Dieser Neubau nahm eine alte ikonographische Tradition auf, die das Heilige Grab als quaderförmigen Bau mit filigranem Dachreiter auf Säulchen dargestellt hatte (Beispiel: Reidersche Tafel) im Widerspruch zum realen Aussehen der konstantinischen Ädikula. Anstatt das zerstörte Gebäude zu rekonstruieren, wie es gewesen war, war es attraktiver, dieser ikonographischen Tradition folgend etwas Neues an seine Stelle zu setzen.
Die Kreuzfahrer nahmen an der Grabeskirche größere Umgestaltungen vor, ließen die Ädikula aber unverändert. Durch die Kreuzzüge wuchs in der westlichen Christenheit das Interesse an der Welt der Bibel. Bei den Nachbauten des Heiligen Grabes, die jetzt zahlreich entstanden, wurde manchmal die konstantinische Rotunde kopiert (allerdings erheblich verkleinert), manchmal die Grabesädikula, was auch im Maßstab 1:1 möglich war.
Der filigrane Dachreiter gab diesen Heiligen Gräbern ein morgenländisches Aussehen. Bei dem Original in Jerusalem erfüllte er einen praktischen Zweck: den Rauchabzug aus der gewölbten Grabkammer zu beschirmen, denn die Anastasis-Rotunde war eine Ruine und die Ädikula stand damit unter freiem Himmel.

## Franziskanische Ädikula (16. Jahrhundert)

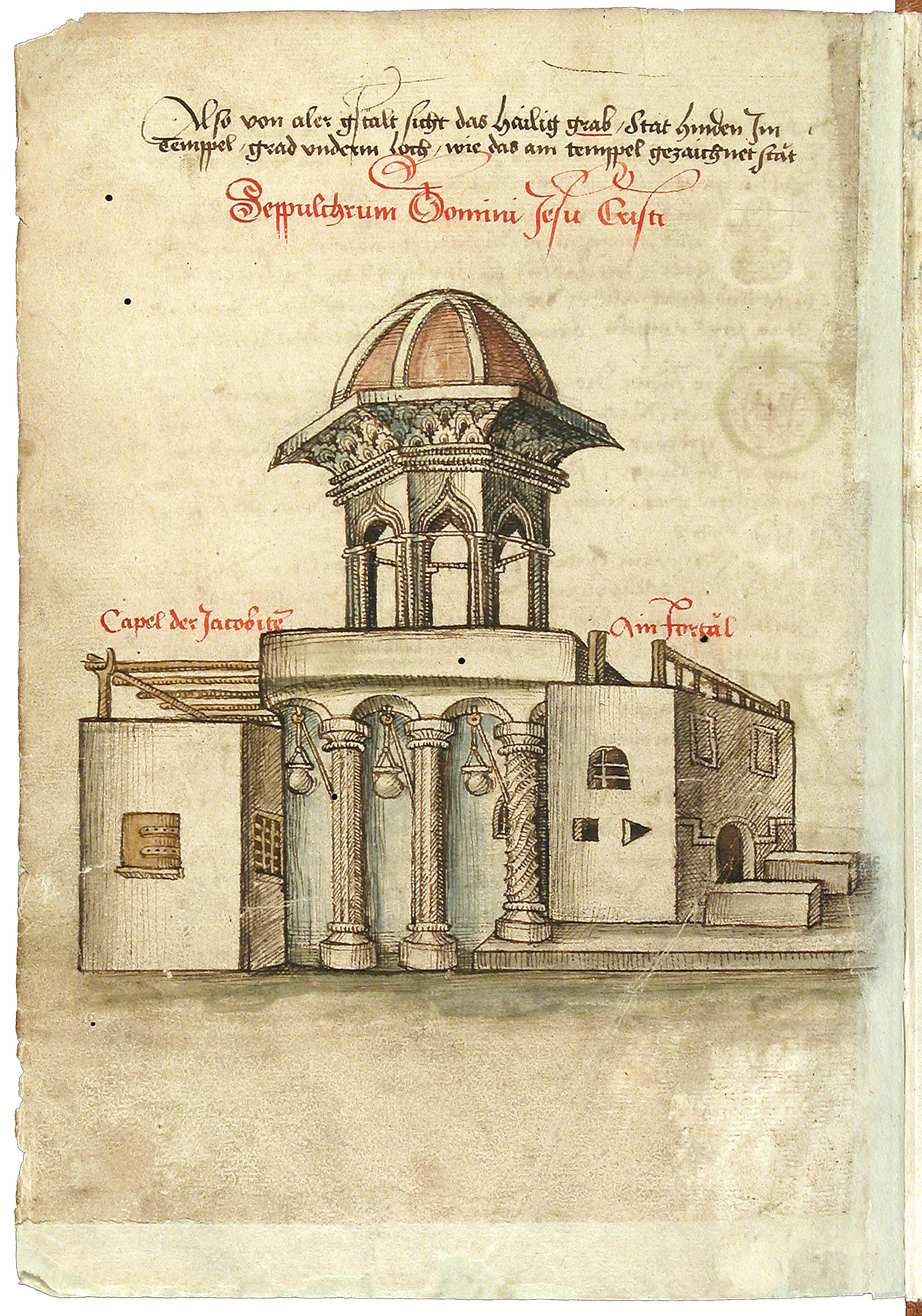
Federzeichnung, 1487

Durch das geöffnete Rotundendach war die Grabesädikula der Witterung ausgesetzt, was im späten Mittelalter zu einem Verfall ihrer Bausubstanz führte. Zusätzliche Schäden verursachte das Erdbeben von 1545. Nach über 500 Jahren wurde die Heilig-Grab-Ädikula, dem Einsturz nahe, 1555 unter dem Guardian Bonifatius von Ragusa OFM abgerissen und neu gebaut. Dabei war allerdings keine architektonische Neuschöpfung geplant, sondern eine Replik des Vorgängerbaus. Der franziskanische Bau ist durch maßstabsgetreue Zeichnungen und Pläne von Bernadino Amico OFM (1593) sehr gut dokumentiert.
Die Länge der Kapelle betrug 8,30 m, die Breite an der Eingangsfront etwa 5,10 m, am Übergang zum polygonalen Schluss sogar fast 6,45 m. Die Engelskapelle (Vorraum) war etwa 4,50 m hoch, die Grabkapelle dahinter rund 20 cm höher. Der Dachaufsatz war 6 m hoch, die gesamte Heilig-Grab-Kapelle hatte also eine Höhe von fast 11 m.
Allerdings hatte Amico die Details des Bauwerks nicht realistisch wiedergegeben, sondern sie teils weggelassen, teils nach seinem Urteil ästhetisch verbessert. Einen realistischeren Eindruck vermitteln daher die Illustrationen bei Elzearius Horn, Ichnographiae locorum et monumentorum veterum Terrae Sanctae. Fast alle Kopien aus der Zeit von Gegenreformation und Barock bezogen sich auf diese Kapelle. Die exakteste Kopie des Originals in Jerusalem befindet sich im tschechischen Slaný (Schlan).
Der Franziskanerorden unterhielt bei seinen Niederlassungen in Jerusalem und Bethlehem Handwerkerschulen, in denen palästinensische Künstler Repliken der Heilig-Grab-Kapelle aus Olivenholz mit Intarsien aus Perlmutt schufen. Sie wurden seit 1593 als Pilgerandenken verkauft.

## Rokoko-Ädikula (19. Jahrhundert)

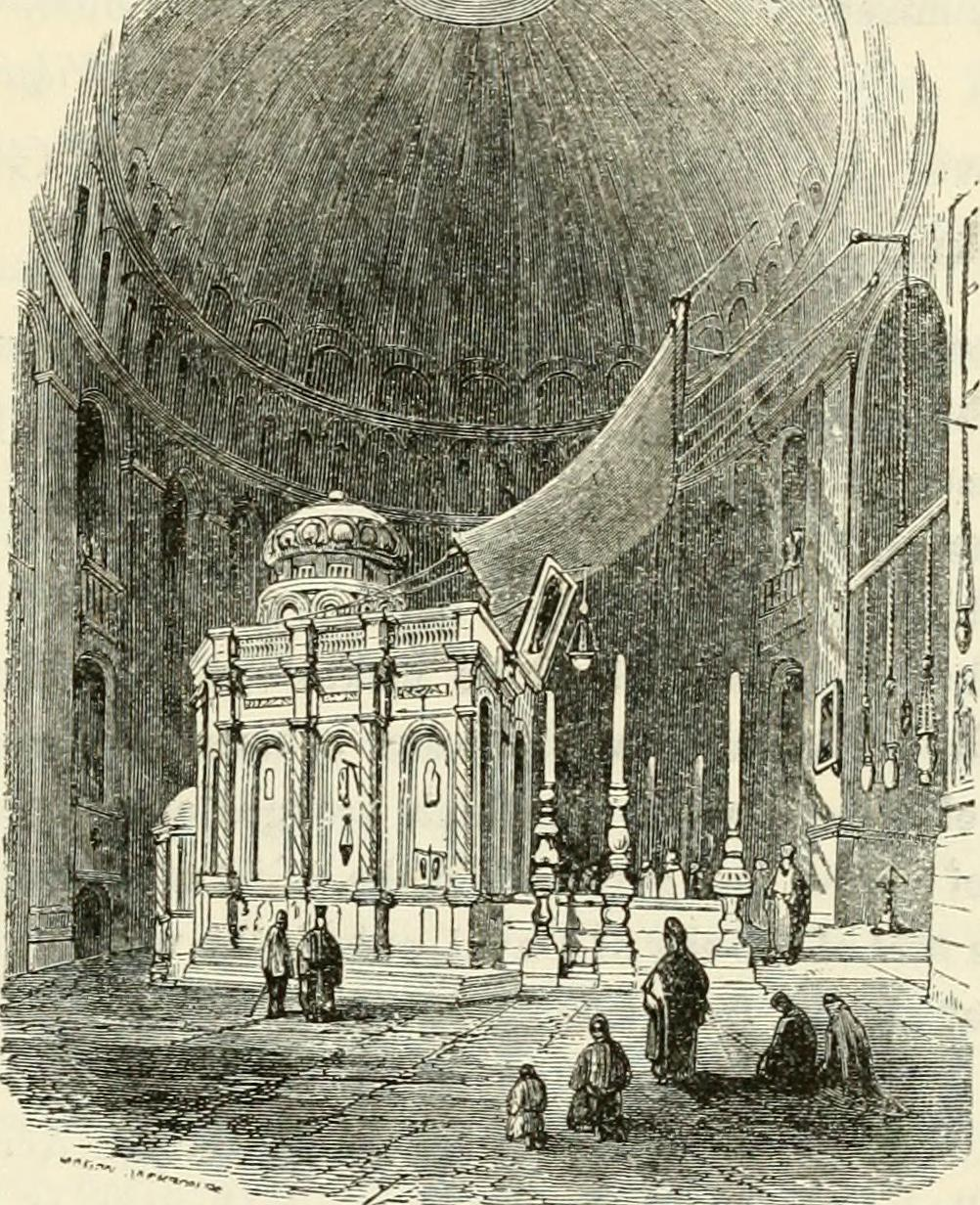
Grabkapelle, Zustand von 1860.

In der Nacht vom 11. auf den 12. Oktober 1808 wurde die Grabeskirche durch einen Großbrand schwer beschädigt. Das brennende Dach der Rotunde stürzte dabei auf die Heilig-Grab-Ädikula. Dieser Brand fand in Europa wenig Aufmerksamkeit, und so war es der griechisch-orthodoxen Kirche möglich, bei der Restaurierung eine größere Präsenz ihrer Konfession in der Grabeskirche durchzusetzen.
Der Architekt war Michael Komnenos aus Istanbul. Trotz franziskanischen Protestes wurde die beschädigte Grabkapelle des 16. Jahrhunderts 1809–1810 durch ein „göttliches Gemach“ (θεῖον Κουβούκλιον, theĩon Kouvoúklion) im Stil des türkischen Rokoko ersetzt. Komnenos vereinheitlichte die bis dahin zweigeteilte Struktur der Kapelle. Das vorne rechteckige, hinten abgerundete Gebäude hat eine Grundfläche von etwa 8,30 × 5,90 m. Tatsächlich nimmt diese Kapelle Elemente des Vorgängerbaus auf, was durch den gewählten Baustil weniger auffällig ist: die Marmorverkleidung, die Strukturierung der Außenwände durch Säulen und Pilaster, die Dachbekrönung mit kleinen Säulen und Kuppel. Rückwärtig ist die Kapelle der Kopten angebaut; der Eingangsbereich wirkt durch große Kandelaber, Lampen, Bilder und Inschriften relativ überladen.
Im Inneren erhielt Komnenos die Grabkammer (etwa 2 × 2 m), die den Brand überstanden hatte, dazu den nur 1,35 m hohen, etwa 1 m langen Durchgang, und gestaltete den sogenannten Engelsraum (etwa 3,40 × 3,90 m) neu. In dieser Form besteht die Heilig-Grab-Kapelle bis heute.
Im 20. Jahrhundert hatten sich Schäden bemerkbar gemacht, die dazu führten, dass die Kapelle seit dem Ende der britischen Mandatszeit (1947) mit Stahlträgern abgestützt werden musste. Der Zerfall schritt aber weiter voran, die Steine wurden rissig und das Gebäude verzog sich. Im Februar 2015 schloss die israelische Polizei die Kapelle für einige Stunden, um auf die Notwendigkeit einer Restaurierung aufmerksam zu machen. Ein Gutachten der Technischen Universität Athen bestätigte den Renovierungsbedarf. Die Kosten wurden auf drei Millionen Euro veranschlagt, wovon die griechisch-orthodoxe, die armenische und die römisch-katholische Kirche je ein Drittel zahlten und König Abdallah II. von Jordanien zusätzlich 100 000 Euro spendete – die Jerusalemer Altstadt gehörte 1950 bis 1967 zu Jordanien, und Jordanien sieht sich bis heute in einer Verantwortung für die heiligen Stätten. Projektleiterin Antonia Moropoulou und ihr Team befassten sich explizit nur mit der Restaurierung und Konservierung des bestehenden Bauwerks: „poröse Steine ersetzen, einen Teil einer Wand komplett austauschen, Risse im Fels mit besonderem Mörtel ausspritzen, Marmorplatten mit Metallstiften fixieren. Das Grab soll künftig auch erdbebensicher sein.“ Eine archäologische Erkundung war nicht Teil des Projekts. Der ursprüngliche Zeitplan konnte eingehalten werden, am 22. März 2017, rechtzeitig zum Osterfest, konnte das Ende der Restaurierungsarbeiten gefeiert werden.